# Josef Fuchsloch
Josef Fuchsloch (ur. 19 marca 1896 w Augsburgu, zm. 1973) – członek załogi niemieckiech obozów koncentracyjnych Buchenwald i Mittelbau-Dora oraz SS-Hauptscharführer.
Uczestnik I wojny światowej. W czasie II wojny światowej pełnił początkowo służbę w Luftwaffe. Następnie w maju 1944 skierowany został do służby w Buchenwaldzie, gdzie przez kolejne 2,5 miesiąca był strażnikiem w podobozie Wieda. W lipcu 1944 Fuchsloch przeniesiony został do Harzungen, podobozu KL Mittelbau-Dora. We wrześniu 1944 został członkiem Waffen-SS, a w grudniu tego roku awansował na zastępcą komendanta Harzungen.
Został osądzony po zakończeniu wojny przez amerykański Trybunał Wojskowy w Dachau w procesie załogi Mittelbau-Dora (US vs. Kurt Andrae i inni). Fuchsloch został uniewinniony od wszystkich zarzutów.